# Women’s Prize for Fiction
Der Women’s Prize for Fiction (vorherige Bezeichnungen: Baileys Women’s Prize for Fiction (2014–2017), Women’s Prize for Fiction (2013), Orange Prize for Fiction (2008–2012) und Orange Broadband Prize for Fiction (1996–2008)) ist einer der angesehensten Literaturpreise Großbritanniens. Er wird seit 1996 jährlich an eine Schriftstellerin für den besten englischsprachigen Roman vergeben, der im Jahr zuvor in Großbritannien veröffentlicht wurde, und ist mit £30.000 dotiert (Stand 2022).
Ursprünglich sollte der Preis schon 1994 mit finanzieller Hilfe von Mitsubishi vergeben werden, jedoch sorgte eine öffentliche Kontroverse über den Sinn des Preises dafür, dass Mitsubishi seine Unterstützung zurückzog. Seit 1996 wurde dann mit finanzieller Unterstützung durch die britische Telefongesellschaft Orange von einem Komitee, bestehend aus weiblichen und männlichen Journalisten, Kritikern, Agenten, Verlegern, Bibliothekaren und Buchhändlern, jährlich der Preis vergeben. Im Mai 2012 gab Orange bekannt, dass die Firma den Preis nicht länger finanzieren werde. Im Oktober 2012 wurde der Preis in Women’s Prize for Fiction umbenannt und für 2013 von privaten Spendern finanziert. Zu den prominenten Förderern gehörten die Schriftstellerinnen Joanna Trollope und Elizabeth Buchan sowie die Rechtsanwältin Cherie Blair. Von 2014 bis 2017 wurde der Literaturpreis von der Likörmarke Baileys gesponsert, deren Name der Preisbezeichnung hinzugefügt wurde.
Seit 2018 trägt der Preis, verbunden mit einem neuen Sponsoring-Modell, wieder den Namen Women’s Prize for Fiction.

## Gewinnerinnen und Nominierte
| Jahr | Gewinnerin | Gewinnerin               | Ausgezeichneter Roman                                                 | Weitere Nominierte | Kommentare | Belege        |
| ---- | ---------- | ------------------------ | --------------------------------------------------------------------- | --- | --- | ------------- |
| 1996 |            | Helen Dunmore            | A Spell of Winter (dt. Der Duft von Schnee)                           | Julia Blackburn, The Book of Colour Pagan Kennedy, Spinsters Amy Tan, The Hundred Secret Senses Anne Tyler, Ladder of Years Marianne Wiggins, Eveless Eden                                                         | Erste Preisvergabe | [ 12 ] [ 13 ] |
| 1997 |            | Anne Michaels            | Fugitive Pieces (dt. Fluchtstücke)                                    | Margaret Atwood, Alias Grace Deirdre Madden, One by One in the Darkness Jane Mendelsohn, I Was Amelia Earhart Annie Proulx, Accordion Crimes Manda Scott, Hen’s Teeth                                              | Erste Preisvergabe an eine nicht-britische Autorin | [ 14 ]        |
| 1998 |            | Carol Shields            | Larry’s Party (dt. Alles über Larry)                                  | Kirsten Bakis, Lives of the Monster Dogs Pauline Melville, The Ventriloquist’s Tale Ann Patchett, The Magician’s Assistant Deirdre Purcell, Love Like Hate Adore Anita Shreve, The Weight of Water                 | Zweite kanadische Gewinnerin | [ 15 ] [ 16 ] |
| 1999 |            | Suzanne Berne            | A Crime in the Neighborhood                                           | Julia Blackburn, The Leper’s Companions Marilyn Bowering, Visible Worlds Jane Hamilton, The Short History of a Prince Barbara Kingsolver, The Poisonwood Bible Toni Morrison, Paradise                             | Zweites Mal, dass ein Roman von Julia Blackburn für den Preis nominiert wurde                                                                                                   | [ 17 ]        |
| 2000 |            | Linda Grant              | When I Lived in Modern Times                                          | Judy Budnitz, If I Told You Once Éilís Ní Dhuibhne, The Dancers Dancing Zadie Smith, White Teeth Elizabeth Strout, Amy and Isabelle Rebecca Wells, Divine Secrets of the Ya-Ya Sisterhood                          | Zweite britische Gewinnerin | [ 18 ] [ 19 ] |
| 2001 |            | Kate Grenville           | The Idea of Perfection (dt. Eine Ahnung von Vollkommenheit)           | Margaret Atwood, The Blind Assassin Jill Dawson, Fred & Edie Rosina Lippi, Homestead Jane Smiley, Horse Heaven Ali Smith, Hotel World                                                                              | Atwoods zweite Nominierung | [ 20 ] [ 21 ] |
| 2002 |            | Ann Patchett             | Bel Canto                                                             | Anna Burns, No Bones Helen Dunmore, The Siege Maggie Gee, The White Family Chloe Hooper, A Child’s Book of True Crime Sarah Waters, Fingersmith                                                                    | Dunmores zweite Nominierung | [ 22 ]        |
| 2003 |            | Valerie Martin           | Property                                                              | Anne Donovan, Buddha Da Shena Mackay, Heligoland Carol Shields, Unless Zadie Smith, The Autograph Man Donna Tartt, The Little Friend                                                                               | Shields erste Nominierung seit sie den Preis 1998 gewann, Smiths zweite Nominierung                                                                                             | [ 15 ]        |
| 2004 |            | Andrea Levy              | Small Island (dt. Eine englische Art von Glück)                       | Chimamanda Ngozi Adichie, Purple Hibiscus Margaret Atwood, Oryx and Crake Shirley Hazzard, The Great Fire Gillian Slovo, Ice Road Rose Tremain, The Colour                                                         | Erste britische Gewinnerin seit 2000, Atwoods dritte Nominierung. Small Island gewann auch den Whitbread Book Award.                                                            | [ 23 ] [ 24 ] |
| 2005 |            | Lionel Shriver           | We Need to Talk about Kevin                                           | Joolz Denby, Billie Morgan Jane Gardam, Old Filth (dt. Ein untadeliger Mann) Sheri Holman, The Mammoth Cheese Marina Lewycka, A Short History of Tractors in Ukrainian Maile Meloy, Liars and Saints               | Der Preis „Orange of Oranges“ – das beste Buch der letzten Dekade – wurde Andrea Levy für Eine englische Art von Glück vergeben.                                                | [ 25 ]        |
| 2006 |            | Zadie Smith              | On Beauty (dt. Von der Schönheit)                                     | Nicole Krauss, The History of Love Hilary Mantel, Beyond Black Ali Smith, The Accidental Carrie Tiffany, Everyman’s Rules for Scientific Living Sarah Waters, The Night Watch                                      | Zadie Smiths erster Gewinn, nachdem sie zwei Mal nominiert war. Ali Smiths und Sarah Waters zweite Nominierung.                                                                 | [ 26 ]        |
| 2007 |            | Chimamanda Ngozi Adichie | Half of a Yellow Sun (dt. Die Hälfte der Sonne)                       | Rachel Cusk, Arlington Park Kiran Desai, The Inheritance of Loss Xiaolu Guo, A Concise Chinese-English Dictionary for Lovers Jane Harris, The Observations Anne Tyler, Digging to America                          | Adichies erster Gewinn, nachdem sie 2004 bereits nominiert war, Tylers zweite Nominierung. Der Preis wird in „Orange Broadband Prize for Fiction“ umbenannt.                    | [ 27 ]        |
| 2008 |            | Rose Tremain             | The Road Home (dt. Der weite Weg nach Hause)                          | Nancy Huston, Fault Lines Sadie Jones, The Outcast Charlotte Mendelson, When We Were Bad Heather O’Neill, Lullabies for Little Criminals Patricia Wood, Lottery                                                    | Tremain erhielt den Preis für ihren 13. Roman | [ 28 ] [ 29 ] |
| 2009 |            | Marilynne Robinson       | Home                                                                  | Ellen Feldman, Scottsboro Samantha Harvey, The Wilderness Samantha Hunt, The Invention of Everything Else Deirdre Madden, Molly Fox’s Birthday Kamila Shamsie, Burnt Shadows                                       | Robinsons dritter Roman in einem Zeitraum von 28 Jahren, Maddens zweite Nominierung. Preis wird in „Orange Prize for Fiction“ umbenannt.                                        | [ 30 ] [ 31 ] |
| 2010 |            | Barbara Kingsolver       | The Lacuna                                                            | Rosie Alison, The Very Thought of You Attica Locke, Black Water Rising Hilary Mantel, Wolf Hall Lorrie Moore, A Gate at the Stairs Monique Roffey, The White Woman on the Green Bicycle                            | Ausgezeichnet wurde Kingsolver sechster Roman. | [ 32 ]        |
| 2011 |            | Téa Obreht               | The Tiger’s Wife (dt. Die Tigerfrau)                                  | Emma Donoghue, Room Aminatta Forna, The Memory of Love Emma Henderson, Grace Williams Says it Loud Nicole Krauss, Great House Kathleen Winter, Annabel                                                             | Ausgezeichnet wurde Obrehts erster Roman. Mit 25 Jahren war sie bis zu diesem Zeitpunkt die jüngste Preisträgerin.                                                              | [ 33 ] [ 34 ] |
| 2012 |            | Madeline Miller          | The Song of Achilles (dt. Das Lied des Achill)                        | Esi Edugyan, Half Blood Blues Anne Enright, The Forgotten Waltz Georgina Harding, Painter of Silence Cynthia Ozick, Foreign Bodies Ann Patchett, State of Wonder                                                   | Erstlingswerk von Miller | [ 35 ] [ 36 ] |
| 2013 |            | A. M. Homes              | May We Be Forgiven                                                    | Maria Semple, Where’d You Go, Bernadette Hilary Mantel, Bring Up the Bodies Barbara Kingsolver, Flight Behaviour Kate Atkinson, Life After Life Zadie Smith, NW                                                    | Ausgezeichnet wurde Homes sechster Roman. Preis wird umbenannt in Women’s Prize for Fiction.                                                                                    | [ 37 ]        |
| 2014 |            | Eimear McBride           | A Girl Is A Half-Formed Thing (dt. Das Mädchen ein halbfertiges Ding) | Chimamanda Ngozi Adichie, Americanah Hannah Kent, Burial Rites Jhumpa Lahiri, The Lowland Audrey Magee, The Undertaking Donna Tartt, The Goldfinch, dt. Der Distelfink                                             | McBride schrieb den Roman in sechs Monaten. Es dauerte neun Jahre, bis er im Jahr 2013 publiziert wurde. Der Preis wird umbenannt in Baileys Women’s Prize for Fiction.         | [ 38 ]        |
| 2015 |            | Ali Smith                | How to Be Both                                                        | Sarah Waters, The Paying Guests Rachel Cusk, Outline Anne Tyler, A Spool of Blue Thread dt. Der leuchtend blaue Faden Kamila Shamsie, A God in Every Stone Laline Paull, The Bees dt. Die Bienen                   | Das Buch gewann 2014 bereits den Costa Book Award. | [ 39 ]        |
| 2016 |            | Lisa McInerney           | The Glorious Heresies (dt. Glorreiche Ketzereien)                     | Cynthia Bond, Ruby Anne Enright, The Green Road Elizabeth McKenzie, The Portable Veblen Hannah Rothschild, The Improbability of Love Hanya Yanagihara, A Little Life, dt. Ein wenig Leben                          | Ausgezeichnet wurde der Debütroman der irischen Schriftstellerin. | [ 40 ]        |
| 2017 |            | Naomi Alderman           | The Power                                                             | Ayòbámi Adébáyò, Stay With Me Linda Grant, The Dark Circle C. E. Morgan, The Sport of Kings Gwendoline Riley, First Love Madeleine Thien, Do Not Say We Have Nothing                                               | Ausgezeichnet wurde erstmals ein Science-fiction-Roman. | [ 41 ]        |
| 2018 |            | Kamila Shamsie           | Home Fire                                                             | Elif Batuman, The Idiot Imogen Hermes Gowar, The Mermaid and Mrs. Hancock Jessie Greengrass, Sight Meena Kandasamy, When I Hit You: Or, A Portrait of the Writer as a Young Wife Jesmyn Ward, Sing, Unburied, Sing | Der Preis wurde nach dem Rückzug von Baileys als Hauptsponsor als „Women’s Prize for Fiction“ verliehen. Shamsie war schon zuvor 2009 und 2015 für den Preis nominiert gewesen. | [ 42 ]        |
| 2019 |            | Tayari Jones             | An American Marriage                                                  | Pat Barker, The Silence of the Girls Oyinkan Braithwaite, My Sister, the Serial Killer Anna Burns, Milkman Diana Evans, Ordinary People Madeline Miller, Circe                                                     | | [ 43 ]        |

- 2020: Maggie O’Farrell mit Hamnet[44]
- 2021: Susanna Clarke mit Piranesi[45]
- 2022: Ruth Ozeki mit The Book of Form and Emptiness[46]
- 2023: Barbara Kingsolver mit Demon Copperhead[47]

## Einzelbelege
1. ↑  Fiona Pryor:  Life after Orange Prize success, BBC News, 28. Dezember 2007. Abgerufen am 7. Juni 2009
2. ↑  Nigel Reynolds:  Small Island voted best Orange prize winner of past decade In: The Daily Telegraph, 12. April 2008. Abgerufen am 7. Juni 2009
3. ↑  Aminatta Forna:  Stranger than fiction In: The Guardian, 11. Juni 2005. Abgerufen am 7. Juni 2009
4. ↑  Entry rules and regulations. Orange, archiviert vom Original am 27. April 2009; abgerufen am 7. Juni 2009.
5. ↑  What do the winners receive?, womensprizeforfiction.co.uk, abgerufen am 27. April 2018
6. ↑  Prize history. Orange, archiviert vom Original am 25. April 2009; abgerufen am 17. Juni 2009.
7. ↑   The Times Summer Books: Stories by Kate Mosse In: The Times, 3. Juli 2008. Abgerufen am 7. Juni 2009
8. ↑  Benedicte Page: Orange to cease sponsorship of Fiction Prize. In: The Bookseller. 22. Mai 2012, abgerufen am 23. Mai 2012.
9. ↑  Robert McCrum: How prize that used to be Orange was saved – and rebranded. In: The Guardian. 13. Oktober 2012, abgerufen am 18. Oktober 2012.
10. ↑  Baileys all round at Women’s Prize for fiction, The Guardian vom 3. Juni 2013, abgerufen am 17. August 2015 (englisch)
11. ↑  Women’s Prize for Fiction Announces New Sponsorship Model for 2018 (Memento des Originals vom 20. November 2019 im Internet Archive)  Info: Der Archivlink wurde automatisch eingesetzt und noch nicht geprüft. Bitte prüfe Original- und Archivlink gemäß Anleitung und entferne dann diesen Hinweis., womensprizeforfiction.co.uk, abgerufen am 7. Juni 2017 (engl.)
12. ↑  Robert McCrum:  The Siege is a novel for now In: The Guardian, 10. Juni 2001. Abgerufen am 7. Juni 2009
13. ↑  Sue Woodman:  Orange is a female color In: The Nation, 1. Juli 1996. Abgerufen am 12. Dezember 2011
14. ↑  Jane Shilling:  The Winter Vault By Anne Michaels: review In: The Daily Telegraph, 17. Mai 2009. Abgerufen am 7. Juni 2009
15. 1 2   Martin is surprise Orange prize winner, BBC News, 3. Juni 2003. Abgerufen am 7. Juni 2009
16. ↑  Boyd Tonkin:  Tale of everyday mid-life male crisis scoops Orange Prize In: The Independent, 20. Mai 1998. Abgerufen am 12. Dezember 2011
17. ↑  Boyd Tonkin:  `Disturbing and lyrical' first novel wins Orange prize In: The Independent, 9. Juni 1999. Abgerufen am 7. Juni 2009
18. ↑  Maev Kennedy:  Orange prize winner rejects claims of plagiarism In: The Guardian, 8. Juni 2000. Abgerufen am 7. Juni 2009
19. ↑  Fiachre Gibbons:  Grant the pick of Orange judges In: The Guardian, 6. Juni 2000. Abgerufen am 12. Dezember 2011
20. ↑  Flachra Gibbons:  Sexes clash on Orange prize In: The Guardian, 19. Mai 2001. Abgerufen am 7. Juni 2009
21. ↑  John Ezard:  Out of the 'gum tree and wombat culture' In: The Guardian, 6. Juni 2001. Abgerufen am 7. Juni 2009
22. ↑  Helen Brown:  It’s wrong to sell women literature as aromatherapy In: The Daily Telegraph, 13. Juni 2002. Abgerufen am 7. Juni 2009
23. ↑  Marianne Brace:  Andrea Levy: Notes from a small island In: The Independent, 12. Juni 2004. Abgerufen am 7. Juni 2009
24. ↑  John Ezard:  Whitbread novel prize is double for Levy In: The Guardian, 6. Januar 2005. Abgerufen am 7. Juni 2007
25. ↑   School murder novel wins Orange Prize In: Sydney Morning Herald, 9. Juni 2005. Abgerufen am 7. Juni 2009
26. ↑  John Ezard:  Orange prize for Zadie Smith In: The Guardian, 7. Juni 2006. Abgerufen am 7. Juni 2009
27. ↑  Marie Arana:  Chimamanda Ngozi Adichie – Teller of Tales In: The Washington Post, 17. Juni 2007. Abgerufen am 7. Juni 2009
28. ↑  Elizabeth Grice:  Rose Tremain's Orange Prize: 'You can’t pretend to be indifferent to prizes…' In: The Daily Telegraph, 8. Juni 2008. Abgerufen am 7. Juni 2009
29. ↑  Kate Mosse:  Noises off: This is a celebration – so cut the whining and just read the books In: The Independent, 8. Juni 2008. Abgerufen am 8. Juni 2009
30. ↑  Mark Brown:  Marilynne Robinson wins Orange prize In: The Guardian, 3. Juni 2009. Abgerufen am 7. Juni 2009
31. ↑  Orange Prize for Fiction 2009 Shortlist. Orange, archiviert vom Original am 5. Juni 2009; abgerufen am 7. Juni 2009.
32. ↑   Barbara Kingsolver wins Orange Prize for Fiction, BBC News, 9. Juni 2010
33. ↑  Claire Armistead: Orange prize shortlist favours debut novelists. In: The Guardian. 12. April 2011, abgerufen am 12. April 2011.
34. ↑  Orange Prize for Fiction awarded to Tea Obreht. BBC News, 8. Juni 2011, abgerufen am 2. Dezember 2011.
35. ↑  Mark Brown: Orange prize 2012 shortlist puts Ann Patchett in running for second victory. In: The Guardian. 17. April 2012, abgerufen am 18. April 2012.
36. ↑  Mark Brown:  Orange prize for fiction 2012 goes to Madeline Miller In: The Guardian, Guardian Media Group, 30. Mai 2012
37. ↑  The winner of the Women’s Prize for Fiction 2013 is A M Homes for May We Be Forgiven. In: Booktrust. Abgerufen am 6. Juni 2013.
38. ↑  Irin Eimear McBride gewinnt britischen Literaturpreis für Frauen. In: Tiroler Tagesanzeiger Online. Abgerufen am 4. März 2020.
39. ↑  Ali Smith wins Baileys prize with How to Be Both. In: The Guardian. Abgerufen am 4. Juni 2015.
40. ↑  Announcing the 2016 Baileys Women’s Prize for Fiction winner. (Memento vom 11. Juni 2016 im Internet Archive) womensprizeforfiction.co.uk, abgerufen am 11. Juni 2016.
41. ↑  Baileys prize goes to 'classic of the future' by Naomi Alderman theguardian.com, abgerufen am 8. Juni 2017.
42. ↑  Kamila Shamsie wins Women’s prize for fiction for 'story of our times', theguardian.com, abgerufen am 7. Juni 2018.
43. ↑  US Author Tayari Jones Wins 2019 Women’s Prize for Fiction, Meldung auf Publishing Perspectives, abgerufen am 6. Juni 2019.
44. ↑  Alison Flood: Maggie O'Farrell wins Women’s prize for fiction with 'exceptional' Hamnet, theguardian.com, 9. September 2020, abgerufen am 24. Dezember 2020.
45. ↑  Porter Anderson: Evaristo: ‘Unexpected Flight of Fancy’, publishingperspectives.com, 8. September 2021, abgerufen am 9. September 2021.
46. ↑  Porter Anderson: Ruth Ozeki Wins the 2022 Women’s Prize for Fiction, publishingperspectives.com, veröffentlicht und abgerufen am 15. Juni 2022.
47. ↑  Porter Anderson: Barbara Kingsolver Wins the UK’s Women’s Prize for Fiction, publishingperspectives.com, veröffentlicht am 14. Juni 2023, abgerufen am 15. Juni 2023.